# Herb województwa lwowskiego

Herb województwa lwowskiego
"Tarcza dwudzielna - w polu górnym błękitnym lew złoty w koronie złotej, zwrócony w lewo wspina się przednimi łapami na skałę; w polu dolnym, również błękitnym, orzeł biały o dwóch głowach, które jedna korona otacza".
Istniały również propozycje aby stworzyć herb czteropolowy składający się z herbów wszystkich historycznych województw i ziem wchodzących w skład województwa lwowskiego, tj. województw: ruskiego, bełskiego i sandomierskiego oraz ziemi przemyskiej.